# Кулешова, Алла Владимировна
Алла Владимировна Кулешова (род. 28 марта 1945, Москва) — советская спортсменка (академическая гребля).

## Карьера
Принимала участие в Чемпионатах Европы по академической гребле. Трехкратная обладательница золотой медали. Завоевала золото в четверках в 1966 и 1971 году и в восьмерке в 1972.
Окончила Российский государственный университет физической культуры, спорта, молодёжи и туризма. После окончания спортивной карьеры работала преподавателем.